# Ilja Walerjewitsch Kowaltschuk
Ilja Walerjewitsch Kowaltschuk (russisch Илья Валерьевич Ковальчук; englische Transkription: Ilya Valeryevich Kovalchuk; * 15. April 1983 in Kalinin, Russische SFSR, Sowjetunion) ist ein russischer Eishockeyspieler, der zuletzt bis April 2024 beim HK Spartak Moskau aus der Kontinentalen Hockey-Liga (KHL) unter Vertrag stand. Der linke Flügelstürmer war erstmals zwischen 2001 und 2013 in der National Hockey League (NHL) aktiv und lief dabei für die Atlanta Thrashers und die New Jersey Devils auf. Bei den Thrashers, die ihn im NHL Entry Draft 2001 an erster Position ausgewählt hatten, stellte er zahlreiche Rekorde auf und gewann im Jahre 2004 als bester Torjäger der NHL die Maurice Richard Trophy. Zwischen 2013 und 2018 kehrte er in seine Heimat zurück und gewann mit dem SKA Sankt Petersburg zweimal die Playoffs der KHL um den Gagarin-Pokal, bevor er von 2018 bis 2020 zwei weitere Jahre in der NHL spielte. Darüber hinaus vertrat Kowaltschuk die russische Nationalmannschaft bei zahlreichen internationalen Turnieren, wurde mit ihr 2008 und 2009 Weltmeister und gewann unter neutraler Flagge die Goldmedaille bei den Olympischen Winterspielen 2018.

## Karriere
Die Karriere von Kowaltschuk begann in Russland bei HK Spartak Moskau, bevor er von den Atlanta Thrashers als Gesamterster des NHL Entry Draft 2001 ausgewählt wurde. Er war damit der erste Russe, der an erster Stelle ausgewählt wurde. Bereits zuvor war er beim CHL Import Draft 2000 an zehnter Position von Cape Breton Screaming Eagles gedraftet worden, aber noch in Moskau bei Spartak geblieben.

### Atlanta Thrashers (2001–2010)

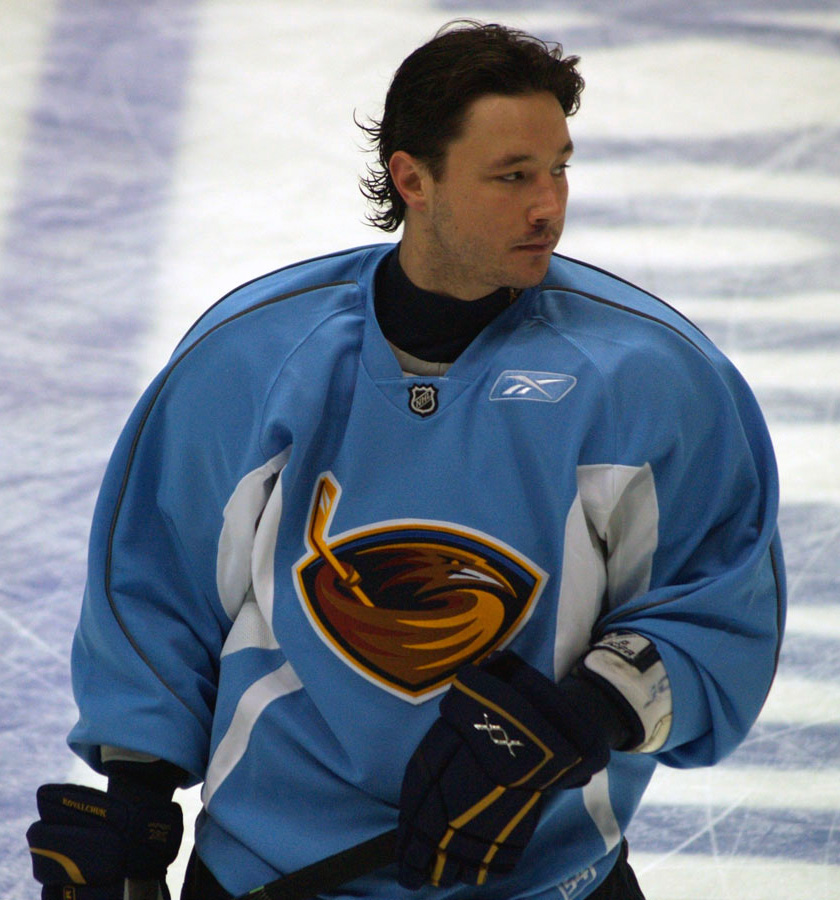
Ilja Kowaltschuk (2006)

Bereits als 18-jähriger Rookie überzeugte er in seiner ersten NHL-Saison mit 29 Toren, obwohl er insgesamt 17 Spiele aufgrund einer Schulterverletzung verpasste. Bei der Wahl für die Calder Memorial Trophy unterlag Kowaltschuk seinem Mitspieler Dany Heatley. Nachdem er bereits im folgenden Jahr seine Offensivleistungen steigern konnte, etablierte sich der Russe in der Spielzeit 2003/04 endgültig als Topspieler in der höchsten Spielklasse Nordamerikas und gewann mit 41 Toren die Maurice Richard Trophy, welche er ebenso wie Jarome Iginla und Rick Nash erhielt. Weiterhin nahm der Angreifer im Februar 2004 erstmals am All-Star Game teil.
Während der Saison 2004/05 spielte Kowaltschuk aufgrund des NHL-Lockouts beim russischen Klub Ak Bars Kasan in der russischen Superliga, wo er mit vielen anderen NHL-Stars wie Heatley, Nikolai Chabibulin, Alexei Kowaljow und Vincent Lecavalier unter Vertrag stand. Zu Beginn der Saison 2005/06 spielte Kowaltschuk in Russland beim Moskauer Vorortclub Chimik Moskowskaja Oblast, bis er sich mit Atlanta auf einen neuen Vertrag einigte. Im Oktober 2005 unterschrieb er einen Fünfjahresvertrag, mit dem er 32 Millionen US-Dollar bzw. fast 6,5 Millionen US-Dollar im Jahr verdiente. Obwohl er zu Beginn einige Partien verpasste, überbot Kowaltschuk seine persönlichen Bestmarke von 41 Toren aus dem Jahr 2004 und beendete die Hauptrunde mit 52 Treffern, was zuvor noch keinem Akteur im Trikot der Atlanta Thrashers gelang.
In der Spielzeit 2006/07 erzielte der Rechtsschütze 76 Scorerpunkte und zog mit seinem Team erstmals in die Playoffs ein, wo man in der ersten Runde gegen die New York Rangers ausschied. Kowaltschuk steuerte je ein Tor und eine Vorlage in vier Spielen bei. Im November 2007 gelangen Kowaltschuk in zwei aufeinanderfolgenden Spielen jeweils ein Hattrick. Nachdem er bereits zu Beginn der Saison 2008/09 als einer von fünf Assistenzkapitänen, übernahm er im Januar 2009 die Nachfolge des abgewanderten Bobby Holík als neuer Mannschaftskapitän.

### New Jersey Devils (2010–2013)
Im Laufe der Saison 2009/10 verhandelten die Thrashers ausgiebig mit Kowaltschuk um eine Vertragsverlängerung und boten ihm letztlich einen Zwölfjahres-Vertrag über 101 Millionen US-Dollar oder einen Vertrag über sieben Jahre mit einem jährlichen Einkommen von zehn Millionen US-Dollar. Doch Kowaltschuk lehnte die Angebote ab, sodass er am 4. Februar 2010 zu den New Jersey Devils transferiert wurde, als ihn die Thrashers zusammen mit Anssi Salmela gegen Johnny Oduya, Niclas Bergfors, Patrice Cormier und einen Draftpick für die erste Runde des NHL Entry Draft 2010 eintauschten. Zudem tauschten die Mannschaften auch noch ihre Wahlrechte in der zweiten Runde des gleichen Drafts.
Bei den New Jersey Devils unterschrieb er einen 17-Jahres-Vertrag, der später von der NHL nicht genehmigt wurde, da der Vertrag dazu diente, den Salary Cap zu umgehen, indem ab dem siebten Jahr der Laufzeit das Gehalt stetig stark abnimmt und somit das Durchschnittsgehalt des Vertrages senkt. Da der Salary Cap über das Durchschnittsgehalt eines Spielers berechnet wird, hätte Kowaltschuk den Salary Cap mit 6 Mio. Dollar belastet, obwohl er in den ersten Jahren 11 Mio. Dollar verdient hätte. Am 9. August wurde der Vertrag für ungültig erklärt. Kowaltschuk wurde dadurch erneut ein unrestricted Free Agent. Ein Vertrag über 15 Jahre im Wert von rund 100 Millionen Dollar wurde am 4. September für zulässig erklärt und Kowaltschuk kehrte zu den Devils zurück. Es wurde vereinbart, dass der Russe in den ersten zehn Jahren Laufzeit seines Vertrages jährlich neun Millionen Dollar verdienen soll, diese Summe wird für die letzten fünf Jahre seines Vertrages auf zwei Millionen Dollar jährlich reduziert.
Im Februar 2012 erzielte Kowaltschuk im Spiel gegen die Philadelphia Flyers einen Gordie Howe Hattrick. Er beendete die NHL 2011/12 mit sieben spielentscheidenden Toren sowie elf Treffern im Shootout und stellte somit für beide Kategorien neue NHL-Rekorde auf. In den Play-offs war der Russe mit 19 Scorerpunkten aus 23 Partien maßgeblich am Einzug seiner Mannschaft in das Stanley-Cup-Finale beteiligt, wo man jedoch den Los Angeles Kings unterlag. Zwischen September 2012 und Januar 2013 spielte er aufgrund des Lockouts in der NHL beim SKA Sankt Petersburg in der Kontinentalen Hockey-Liga. Beim KHL All-Star Game 2013 führte er als Kapitän die Auswahl der West-Konferenz an.

### SKA Sankt Petersburg (2013–2018)

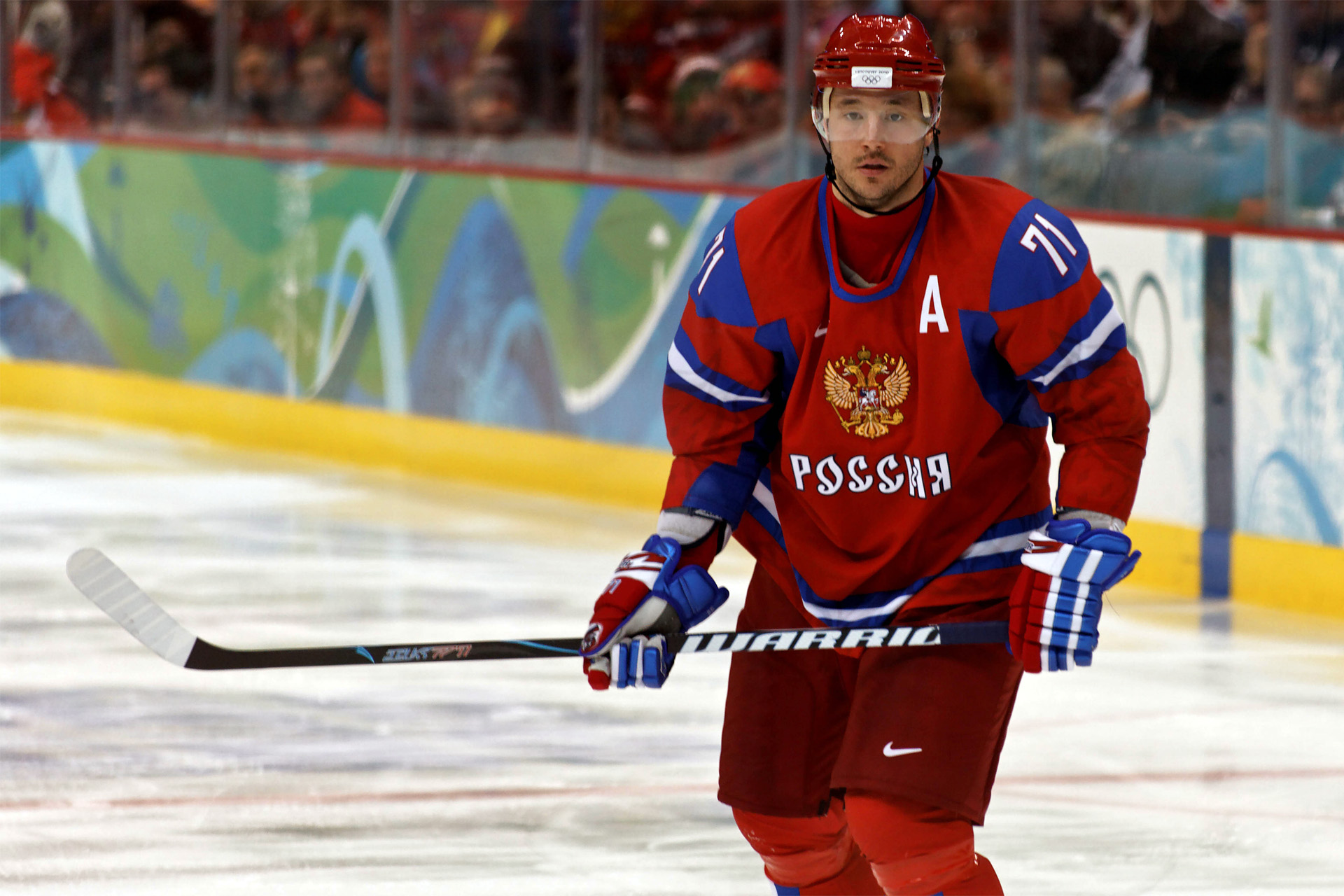
Kowaltschuk während der Olympischen Winterspiele 2010

Am 11. Juli 2013 erklärte Kowaltschuk seinen Rücktritt aus der NHL. Bereits vier Tage später unterzeichnete er einen Vierjahresvertrag beim SKA Sankt Petersburg. In der Spielzeit 2014/15 gewann er mit seiner Mannschaft den Gagarin-Pokal und wurde mit 19 Scorerpunkten aus 22 Partien als wertvollster Spieler der Play-offs ausgezeichnet, gab die Auszeichnung jedoch freiwillig an seinen Mitspieler Jewgeni Dadonow, da dieser die Auszeichnung laut Kowaltschuk mehr verdient habe. Im Jahre 2017 konnte er den Gewinn des Gagarin-Pokals mit dem Team wiederholen.

### Los Angeles, Montréal und Washington (2018–2020)
Nachdem Kowaltschuk selbst verkündet hatte, in die NHL zurückkehren zu wollen, einigte er sich im Juni 2018 auf einen Dreijahresvertrag mit den Los Angeles Kings, der ihm ein durchschnittliches Jahresgehalt von 6,25 Millionen US-Dollar einbringen soll. In seiner ersten Saison nach seiner Rückkehr in die NHL verzeichnete der Russe 34 Punkte in 64 Spielen und verpasste die Playoffs mit den Kings deutlich. Nach weiteren 17 Partien in der Spielzeit 2019/20, in denen er ebenfalls nicht zu überzeugen wusste, wurde sein Vertrag in Los Angeles aufgelöst. Medienberichten zufolge wollte Kowaltschuk seine NHL-Karriere jedoch fortsetzen, was sich Anfang Januar 2020 bestätigte, als er einen Vertrag über 350.000 Dollar bis zum Saisonende bei den Canadiens de Montréal unterzeichnete. Im Zeitraum bis Ende Februar desselben Jahres absolvierte der Russe 22 Partien für die Franko-Kanadier, in denen er 13 Scorerpunkte verbuchte. Kurz vor der Trade Deadline wurde er im Tausch für ein Drittrunden-Wahlrecht im NHL Entry Draft 2020 zu den Washington Capitals transferiert. Die Habs übernahmen aber weiterhin 50 Prozent des Gehalts Kowaltschuks.

### KHL (seit 2020)
Mit der Spielzeit 2019/20 endete Kowaltschuks zweiter Aufenthalt in Nordamerika, so schloss er sich im Dezember 2020 Awangard Omsk aus der KHL in seiner russischen Heimat an. In der Spielzeit 2020/21 gewann er mit dem Team seinen dritten Gagarin-Pokal, während man sich wenige Tage nach diesem Erfolg auf eine Auflösung seines Vertrages einigte. Nach mehr als zwei Jahren Pause kehrte der Russe im Dezember 2023 in den Spielbetrieb zurück, als er einen Vertrag bei seinem Ausbildungsverein Spartak Moskau unterzeichnete. Dieser wurde nach der Saison 2023/24 nicht verlängert, wobei der Russe es als wahrscheinlich bezeichnete, dass er seine professionelle Karriere beenden wird.

### International
Bei den Olympischen Winterspielen 2006 in Turin erzielte Kowaltschuk am 19. Februar 2006 beim 9:2 gegen Lettland vier Tore in einem Spiel, konnte jedoch mit der Russischen Nationalmannschaft keine Medaille gewinnen.
Bei der Eishockey-Weltmeisterschaft 2008 erzielte Kowaltschuk nach zuvor enttäuschender WM die beiden spielentscheidenden Tore (4:4 und 5:4) im Finale seiner Mannschaft gegen die gastgebenden Kanadier. Somit wurde er zum ersten Mal Weltmeister und sammelte mit zwei Toren und sechs Vorlagen insgesamt acht Scorerpunkte. Bei der Weltmeisterschaft 2009 verteidigte er mit seinem Team den Titel, wobei erneut die Kanadier im Finale geschlagen wurden. Kowaltschuk überzeugte mit 14 Scorerpunkten, davon fünf Tore.
Bei den Olympischen Winterspielen 2018 gewann der Angreifer mit der unter neutraler Flagge startenden Sbornaja die Goldmedaille. Er persönlich wurde dabei (gemeinsam mit Kirill Kaprisow und Ryan Donato) bester Torschütze (5) des Turniers und wurde in der Folge als wertvollster Spieler ausgezeichnet sowie ins All-Star-Team des Turniers gewählt.

## Erfolge und Auszeichnungen
| - 2001 NHL-Rookie des Monats Dezember (gemeinsam mit Dany Heatley) - 2002 NHL-Rookie des Monats Januar - 2002 Teilnahme am NHL YoungStars Game - 2002 NHL YoungStars Game MVP - 2002 NHL All-Rookie Team - 2003 NHL-Offensivspieler des Monats Oktober - 2004 Teilnahme am NHL All-Star Game - 2004 Maurice ‚Rocket‘ Richard Trophy (gemeinsam mit Jarome Iginla und Rick Nash) - 2004 NHL Second All-Star Team - 2004 Charlamow Trofi - 2007 NHL-Spieler des Monats November | - 2008 Teilnahme am NHL All-Star Game - 2009 Teilnahme am NHL All-Star Game - 2009 NHL-Spieler des Monats Februar - 2012 NHL First All-Star Team - 2012 KHL-Stürmer des Monats Oktober - 2013 Teilnahme am KHL All-Star Game - 2015 Gagarin-Pokal-Gewinn mit dem SKA Sankt Petersburg - 2016 KHL-Stürmer des Monats Oktober - 2017 Gagarin-Pokal-Gewinn und Russischer Meister mit dem SKA Sankt Petersburg - 2021 Gagarin-Pokal-Gewinn mit Awangard Omsk |

### International
| - 2000 Goldmedaille bei der World U-17 Hockey Challenge - 2000 Silbermedaille bei der U18-Junioren-Weltmeisterschaft - 2001 Goldmedaille bei der U18-Junioren-Weltmeisterschaft - 2001 Topscorer der U18-Junioren-Weltmeisterschaft - 2001 Bester Torschütze der U18-Junioren-Weltmeisterschaft - 2001 Bester Stürmer der U18-Junioren-Weltmeisterschaft - 2001 All-Star-Team der U18-Junioren-Weltmeisterschaft - 2002 Bronzemedaille bei den Olympischen Winterspielen - 2005 Bronzemedaille bei der Weltmeisterschaft - 2007 Bronzemedaille bei der Weltmeisterschaft - 2008 Goldmedaille bei der Weltmeisterschaft - 2009 Goldmedaille bei der Weltmeisterschaft - 2009 Wertvollster Spieler der Weltmeisterschaft | - 2009 Bester Stürmer der Weltmeisterschaft - 2009 All-Star-Team der Weltmeisterschaft - 2010 Silbermedaille bei der Weltmeisterschaft - 2010 Topscorer der Weltmeisterschaft - 2010 Bester Vorlagengeber der Weltmeisterschaft - 2013 Bester Torschütze der Weltmeisterschaft - 2015 Silbermedaille bei der Weltmeisterschaft - 2018 Goldmedaille bei den Olympischen Winterspielen - 2018 Bester Torschütze der Olympischen Winterspiele (gemeinsam mit Ryan Donato und Kirill Kaprisow) - 2018 Wertvollster Spieler der Olympischen Winterspiele - 2018 All-Star-Team der Olympischen Winterspiele - 2019 Bronzemedaille bei der Weltmeisterschaft |

## Karrierestatistik

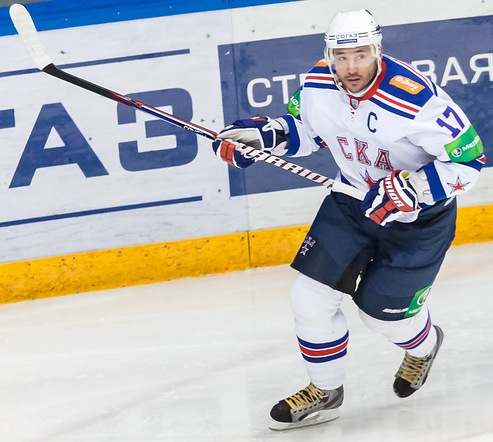
Kowaltschuk im Trikot des SKA Sankt Petersburg, Dezember 2012

Stand: Ende der Saison 2023/24

### International
| Vertrat Russland bei: - U18-Junioren-Weltmeisterschaft 2000 - U20-Junioren-Weltmeisterschaft 2001 - U18-Junioren-Weltmeisterschaft 2001 - Olympischen Winterspielen 2002 - Weltmeisterschaft 2003 - Weltmeisterschaft 2004 - World Cup of Hockey 2004 - Weltmeisterschaft 2005 - Olympischen Winterspielen 2006 - Weltmeisterschaft 2007 | - Weltmeisterschaft 2008 - Weltmeisterschaft 2009 - Olympischen Winterspielen 2010 - Weltmeisterschaft 2010 - Weltmeisterschaft 2011 - Weltmeisterschaft 2013 - Olympischen Winterspielen 2014 - Weltmeisterschaft 2015 - Weltmeisterschaft 2019 | Vertrat die Olympischen Athleten aus Russland bei: - Olympischen Winterspielen 2018 |

(Legende zur Spielerstatistik: Sp oder GP = absolvierte Spiele; T oder G = erzielte Tore; V oder A = erzielte Assists; Pkt oder Pts = erzielte Scorerpunkte; SM oder PIM = erhaltene Strafminuten; +/− = Plus/Minus-Bilanz; PP = erzielte Überzahltore; SH = erzielte Unterzahltore; GW = erzielte Siegtore; 1 Play-downs/Relegation; Kursiv: Statistik nicht vollständig)

## Persönliches
Kowaltschuk trägt die Rückennummer 17 als Anerkennung seines Idols Waleri Charlamow, einer sowjetischen Eishockeylegende aus den 1970er Jahren. Bei der Nationalmannschaft trägt er die 71, weil die Nummer Charlamows vom russischen Verband gesperrt wurde.